# Абадия Черето
Абадѝя Черѐто (на италиански: Abbadia Cerreto, на западноломбардски: Serè, Сере) е село и община в Северна Италия, провинция Лоди, регион Ломбардия. Разположено е на 64 m надморска височина. Населението на общината е 279 души (1 януари 2023).